# Sky3D
Sky3D는 KT스카이라이프에서 운영하는 3차원 텔레비전 채널로, 2010년에 개국하였다.